# Bodegraven-Reeuwijk
Bodegraven-Reeuwijk ist eine Gemeinde in der niederländischen Provinz Südholland. Sie entstand mit Wirkung vom 1. Januar 2011 durch den Zusammenschluss der bisherigen Gemeinden Bodegraven und Reeuwijk. Die neue Gemeinde hat 37.220 Einwohner (Stand: 1. Januar 2025) auf einer Fläche von 88,64 km², davon 13,24 km² Wasserfläche.

## Ortsteile
- Bodegraven (Sitz der Gemeinde)
- Driebruggen
- De Meije
- Nieuwerbrug
- Reeuwijk-Brug
- Reeuwijk-Dorp
- Sluipwijk
- Waarder

## Politik

### Sitzverteilung im Gemeinderat
Seit der Gemeindegründung setzt sich der Rat von Bodegraven-Reeuwijk wie folgt zusammen:
| Partei                               | Sitze | Sitze | Sitze | Sitze |
| Partei                               | 2010  | 2014  | 2018  | 2022  |
| ------------------------------------ | ----- | ----- | ----- | ----- |
| CDA                                  | 5     | 4     | 5     | 5     |
| VVD                                  | 5     | 3     | 6     | 4     |
| Burgerbelangen Bodegraven-Reeuwijk a | 4     | 7     | 3     | 4     |
| SGP                                  | 3     | 3     | 3     | 3     |
| Lokaal Liberaal Bodegraven-Reeuwijk  | –     | –     | –     | 2     |
| ChristenUnie                         | 2     | 2     | 2     | 2     |
| GroenLinks                           | 2     | 1     | 2     | 2     |
| D66                                  | –     | 2     | 1     | 2     |
| PvdA                                 | 2     | 1     | 1     | 1     |
| mijnklimaatpartij                    | –     | –     | –     | 0     |
| Gesamt                               | 23    | 23    | 23    | 25    |

Anmerkungen

### Bürgermeister
Seit dem 16. Januar 2023 ist Michiel Grauss (ChristenUnie) amtierender Bürgermeister der Gemeinde. Zu seinem Kollegium zählen die Beigeordneten Inge Nieuwenhuizen (VVD), Dirk-Jan Knol (CDA), Jan Leendert van den Heuvel (SGP), Kees Oskam (ChristenUnie), Robèrt Smits (GroenLinks) sowie der Gemeindesekretär Johan de Jager.